# سرور چاپ

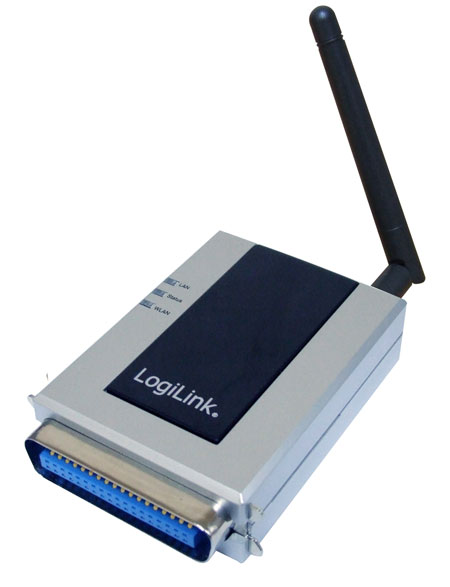
سرور چاپ بی‌سیم

سرور چاپ یا سرور چاپگر در شبکه رایانه‌ای، نوعی سرور است که چاپگرها را از طریق شبکه به رایانه‌های کلاینت متصل می‌کند. سرور چاپ بین یک چاپگر و شبکه قرار می‌گیرد و درخواست‌های چاپ را از چندین دستگاه مانند کامپیوترها یا تلفن‌های هوشمند دریافت کرده و آنها را به چاپگر هدایت می‌کند.
سرور چاپ به درخواست‌های چاپ از کامپیوترها، لپ‌تاپ‌ها و سایر دستگاه‌های موجود در شبکه پاسخ داده و آنها را به چاپگر مناسب ارسال می‌کند.
سرور چاپ به عنوان یک واسط عمل می‌کند و درخواست‌های چاپ را از دستگاه‌های مختلف جمع‌آوری کرده و آنها را بر اساس اولویت یا دیگر فاکتورها مدیریت می‌کند. در شبکه‌هایی که چندین چاپگر وجود دارد، سرور چاپ می‌تواند درخواست‌های چاپ را به چاپگرهایی که بار کمتری دارند، ارسال کند یا بر اساس نوع کار (مثلاً سیاه و سفید یا رنگی) چاپگر مناسبی را انتخاب نماید.

## انواع
1. سرور چاپ سخت‌افزاری: این نوع سرورها به شکل یک دستگاه فیزیکی کوچک هستند که به صورت مستقیم به چاپگر و شبکه (از طریق کابل شبکه یا Wi-Fi) متصل می‌شوند. این دستگاه‌ها به ویژه برای شبکه‌های کوچک یا زمانی که چاپگرها فاقد قابلیت اتصال به شبکه هستند، استفاده می‌شوند.
2. سرور چاپ نرم‌افزاری: این نوع سرورها به عنوان نرم‌افزار روی یک کامپیوتر یا سرور نصب می‌شوند و چاپگرهای متصل به آن سیستم را برای کاربران شبکه به اشتراک می‌گذارند. سیستم‌های عامل معمولاً به صورت پیش‌فرض امکاناتی برای راه‌اندازی سرور چاپ دارند.

سرورهای چاپ ممکن است از انواع پروتکل‌های چاپ استاندارد یا اختصاصی صنعتی از جمله پروتکل چاپ اینترنتی، پروتکل دیمون چاپگر خطی، NetWare، نت‌بایوس یا JetDirect پشتیبانی کنند.
یک سرور چاپ ممکن است یک رایانه تحت شبکه با یک یا چند چاپگر مشترک باشد. از طرف دیگر، سرور چاپ ممکن است یک دستگاه اختصاصی در شبکه باشد که به شبکه محلی و یک یا چند چاپگر متصل است. دستگاه‌های سرور اختصاصی هم از نظر پیکربندی و هم از نظر ویژگی‌ها نسبتاً ساده هستند. عملکرد سرور چاپ ممکن است با دستگاه‌های دیگر مانند مسیریاب بی‌سیم، دیوار آتش یا هر دو ادغام شود. چاپگر ممکن است یک سرور چاپ داخلی داشته باشد.
- چاپگر لیزری شبکه برادر HL-2070N با سرور چاپ داخلی
- چاپگر شبکه لیزری رنگی دل 1320cn با اتصال شبکه
- سرور چاپ خارجی و درگاه چاپگر
- طرحی از چاپ تحت شبکه

## ویژگی‌ها و مزایا
1. مدیریت متمرکز: سرور چاپ امکان مدیریت تمامی چاپگرهای متصل به شبکه را از یک مکان فراهم می‌کند. مدیران سیستم می‌توانند به راحتی دسترسی به چاپگرها را کنترل کنند و تنظیمات مختلفی برای چاپگرها اعمال کنند.
2. بهینه‌سازی منابع: در سازمان‌ها و ادارات بزرگ که تعداد زیادی کاربر وجود دارد، به جای اینکه برای هر کاربر یک چاپگر جداگانه در نظر گرفته شود، چندین چاپگر می‌توانند به صورت مشترک در شبکه قرار گیرند و سرور چاپ وظیفه مدیریت و توزیع درخواست‌های چاپ را بر عهده بگیرد.
3. دسترسی به چاپگر از راه دور: برخی از سرورهای چاپ به کاربران این امکان را می‌دهند تا حتی از راه دور (خارج از شبکه محلی) به چاپگرها دسترسی داشته باشند. به این ترتیب، کاربران می‌توانند اسناد خود را به چاپ بفرستند و زمانی که به محل چاپگر رسیدند، نسخه چاپ‌شده را دریافت کنند.
4. افزایش امنیت: برخی سرورهای چاپ قابلیت رمزگذاری داده‌های ارسال شده به چاپگرها را دارند. این ویژگی برای محیط‌هایی که اطلاعات حساس چاپ می‌شوند، اهمیت دارد. همچنین امکان ایجاد محدودیت‌های دسترسی به چاپگر برای کاربران مختلف نیز وجود دارد.
5. زمان‌بندی و صف‌بندی چاپ‌ها: یکی از امکانات اصلی سرور چاپ این است که می‌تواند چاپ‌ها را بر اساس زمان‌بندی یا اولویت صف‌بندی کند. این ویژگی به کاربرانی که نیاز به چاپ سریع دارند یا برای چاپ‌های حجیم، کمک می‌کند تا فرایند چاپ به صورت بهینه انجام شود.

## پروتکل‌ها
سرورهای چاپ از پروتکل‌های مختلفی برای انتقال داده‌ها استفاده می‌کنند:
- IPP (Internet Printing Protocol): پروتکلی که برای مدیریت چاپ در شبکه‌های محلی و حتی از طریق اینترنت طراحی شده است.
- LPD/LPR (Line Printer Daemon/Line Printer Remote): پروتکل قدیمی‌تر برای انتقال داده‌های چاپ در شبکه‌های UNIX و لینوکس.
- SMB/CIFS (Server Message Block/Common Internet File System): پروتکلی که در شبکه‌های ویندوزی برای اشتراک چاپگرها استفاده می‌شود.

## مطالعهٔ بیشتر
کتاب
- Network+ Guide to Networks نوشته Tamara Dean شامل مباحث شبکه و مدیریت تجهیزات شبکه
- Windows Server 2019 & PowerShell All-in-One نوشته Jason K. Eckert شامل آموزش مدیریت و راه‌اندازی سرورهای چاپ در محیط‌های ویندوزی

مقاله
- راهنمای سرور چاپ در سیستم عامل Windows Server و نحوه تنظیم و مدیریت آن
- مقالات و دوره‌های آموزشی مرتبط با مدیریت شبکه و دستگاه‌های شبکه